# Te doy mis ojos
Te doy mis ojos és una pel·lícula espanyola de 2003 dirigida per Icíar Bollaín sobre la violència masclista. Guanyà set Premi Goya, entre ells millor pel·lícula, direcció i interpretació femenina i masculina.

## Argument
Pilar fuig en plena nit de casa seva, situada en un barri perifèric i residencial de Toledo; porta amb ella el seu fill de vuit anys. En la seva fugida cerca refugi a casa de la seva germana, una restauradora d'art que porta una vida independent al costat de la seva parella escocesa, ambdós resideixen en la part vella i històrica de Toledo.
Pilar és una víctima més dels maltractaments conjugals, que intenta refer la seva vida i comença a treballar com a caixera de visites turístiques en l'església que allotja el quadre L'enterrament del comte d'Orgaz. A través del seu nou comença a relacionar-se amb altres dones. Antonio, el seu marit, emprèn la seva cerca i la seva recuperació, promet canviar i busca ajuda en un psicòleg. Pilar li dona una altra oportunitat al seu marit, amb l'oposició de la seva germana, que hi veu un gran perill.
Malgrat els esforços d'Antonio per seguir els consells de la teràpia, la seva personalitat violenta i inseguretats el superen i acaba despullant i humiliant públicament en un balcó la seva dona.
La pel·lícula acaba amb un final obert en el qual Pilar, escortada per les seves companyes de feina, recull les seves coses del domicili per emprendre una nova vida, mentre Antonio la mira pensatiu.
Segons paraules d'Icíar Bollaín:
«Te doy mis ojos" compta la història de Pilar i Antonio però també dels qui els envolten, una mare que consent, una germana que no entén, un fill que mira i calla, unes amigues, una societat i una ciutat com Toledo que afegeix amb la seva esplendor artística i el seu pes històric i religiós una dimensió més a aquesta història d'amor, de por, de control i de poder».

## Repartiment
- Laia Marull: Pilar
- Luis Tosar: Antonio
- Candela Peña: Ana
- Rosa Maria Sardà: Aurora
- Kiti Manver: Rosa
- Sergi Calleja: Terapeuta
- Elisabet Gelabert: Lola
- Nicolás Fernández Luna: Juan
- David Mooney: John
- Chus Gutiérrez: Raquel
- Elena Irureta: Carmen

## Premis i nominacions

### Premis
- 2004. Goya a la millor pel·lícula
- 2004. Goya al millor director per Icíar Bollaín
- 2004. Goya al millor actor per Luis Tosar
- 2004. Goya a la millor actriu per Laia Marull
- 2004. Goya a la millor actriu secundària per Candela Peña
- 2004. Goya al millor guió original per Icíar Bollaín i Alicia Luna
- 2004. Goya al millor so per Eva Valiño, Alfonso Pino i Pelayo Gutiérrez

### Nominacions
- 2004. Goya al millor muntatge per Ángel Hernández Zoido
- 2004. Goya a la millor actriu revelació per Elisabet Gelabert